# 小川あん
小川 あん（おがわ あん、1998年3月29日 - ）は、日本の女優。本名および旧芸名、小川 杏（おがわ あん）。
東京都出身。成城大学文芸学部卒業。

## 来歴

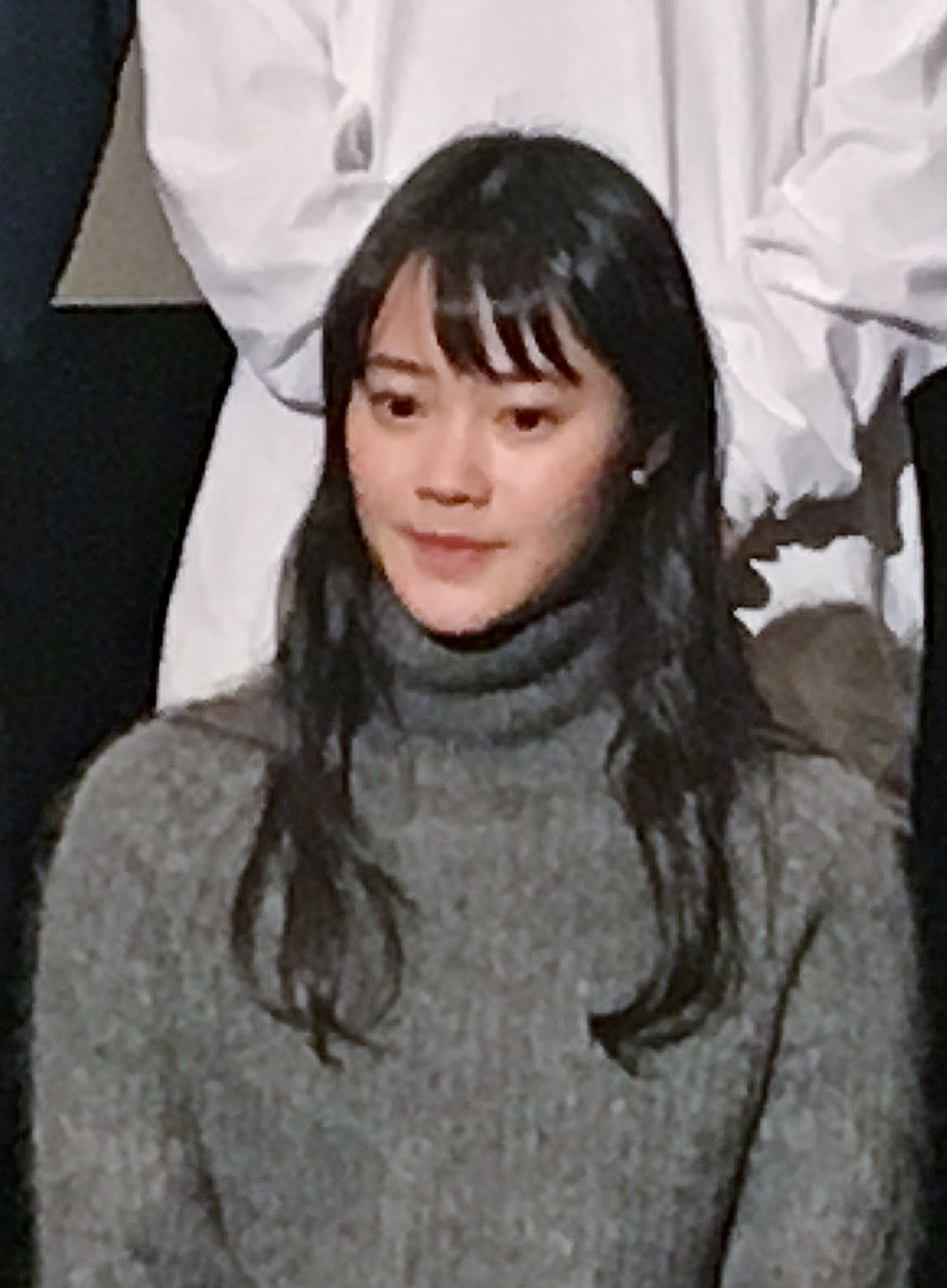
新宿K's cinemaにて（2018年11月）

中学1年生の時に、母親と一緒に出掛けていた先の渋谷スクランブル交差点にてトミーズアーティストカンパニーのスタッフにスカウトされたのを機に芸能界入り。学校で人間関係に悩んで心を閉ざした時に「ドラマや映画で憧れる瞬間がたくさんあり、私もお芝居をしたい」と芝居に興味が湧き、自分を変えたい、何かに熱中できる居場所を見つけたいと芸能界入りを決意して、中学3年の時に自らトミーズアーティストカンパニーに連絡した。2012年にテレビ東京のダンス番組『踊RI場』に“ストリートダンス美少女”として出演するなど中学生アイドルとして活動した。
2013年4月の高校進学を機に芸能活動を本格化し、同年4月から2014年にかけてNHK Eテレの教養バラエティ番組『テストの花道』へ「あんころ」のニックネームでレギュラー出演。2014年に入ると、2月公開のヒトリエ「アンチテーゼジャンクガール」PVで女優としてデビューし、3月公開の映画『パズル』で映画初出演を果たした。同年6月には初の写真集となるデジタル写真集『小川あん15歳最後の日』を発売、7月放送の日本テレビ系『獣医さん、事件ですよ』第1話への出演を皮切りに夏以降に複数のテレビドラマ作品へ出演。一方で、2013年よりドラマデザイン社主催による女優育成プロジェクト「Actress Incubation」に第2期及び第3期研究生として2期連続で参加し、オリジナル脚本によるショートムービーに毎週出演して存在感ある演技が高評価を受けた。
2016年3月に静岡市の移住・定住プロモートショートムービー「窓の外側」にて主演。
2016年春より成城大学文芸学部へ進学。2018年1月にはiaku＋小松台東『目頭を押さえた』で舞台初主演を務め、同年3月には日清食品カップヌードルのCM「HUNGRY DAYS 最終回篇」で彼女役の声を担当して注目を集めた。当初2019年公開予定だった『スウィート・ビター・キャンディ』で長編映画初主演を務め、主題歌の歌唱も担当する。ヒロインを務めた『あいが、そいで、こい』（2019年6月公開）で主演と紹介されることもあり、公開はこちらの方が先である。
大学卒業を翌年に控え、学業への専念と自分を見詰め直すためとしてデビュー時から在籍したトミーズアーティストカンパニーを退所したことを2019年6月17日付で発表し、活動を休止。公開待機中の出演作品には最後まで参加する。
2020年3月に大学を卒業（英文学科専攻で、卒業論文は村上春樹をテーマにした「MURAKAMI，マジックリアリズム」。論文はすべて英語で書いた）、女優として活動を再開する。

## 人物
- スリーサイズはB73cm・W60cm・H83cm、靴のサイズは23.5cm[19]。
- 趣味は読書、映画鑑賞[19]。映画レビューコラム『シアター・ワゴン〜As you like tasting…〜』をGucchi’s Free Schoolホームページに連載する。
- 特技はサッカー、焼き肉を美味しく焼くこと[19]。
- 両親が東京・下北沢で経営していた焼肉店の看板娘で、店内で歌を披露することもあった[8]。
- 漫画家のみつはしちかこは大伯母（祖母の姉）にあたる[20][21]。
- 目標の女優は満島ひかり。中学時代に悩んでいた時『それでも、生きてゆく』での満島の演技に救われ、「いつか共演したい」と語る[7]。大学卒業にあたって高峰秀子の自伝に触れてプロの女優の覚悟や信念に刺激を受け、自らもプロの女優に徹してみたいとして活動再開を決意した。アイドルより昭和の銀幕女優に憧れると語り、好きな監督として昭和の巨匠・木下惠介監督の名を挙げる[4]。

## 出演

### テレビドラマ
- Friend-Ship Project 〜15年目の同窓会〜（2014年2月17日・19日、テレビ東京）
- 獣医さん、事件ですよ 第1話（2014年7月3日、読売テレビ） - 亜里沙 役
- ほっとけない魔女たち（2014年9月 - 10月、東海テレビ） - 林綾香 役
- 男と女のミステリー時代劇 第6話「身代り稼ぎ」（2016年6月14日、BSジャパン） - お光 役
- 超ドSナイトの夜（2016年11月8日 - 12月28日、静岡放送） - 主演・望月茜 役[注 2]
  - 怒Sナイトの乱〜やっぱりテレビ関係者は観ないでください〜（2019年2月2日 - 23日、静岡放送）
- 子連れ信兵衛2 第6話（2016年12月16日、NHK BSプレミアム） - ゆめ香 役
- 科捜研の女 SEASON 17 第10話（2018年1月25日、テレビ朝日） - 関根えり子（20歳） 役
- 平成物語 SEASON 1（2018年3月24日・31日、フジテレビ） - 夏希 役[22]
- JKと六法全書 第5話（2024年5月17日、テレビ朝日） - 田崎りつ 役[23]

### 映画
- パズル（2014年3月8日、KADOKAWA） - 木口杏 役
- 結城家の眠り（2015年3月、GEIDAI FILM 2015）
- 運命のタネ（2016年2月、さぬき映画祭2016[注 3]）
- 窓の外側（2016年3月、静岡市移住・定住プロモートショートムービー）
- 天国はまだ遠い（2016年12月11日）
- SHORT TRIAL PROJECT 2016「うそのせかいのはなし」（2017年1月28日、and pictures） - 主演
- ポエトリーエンジェル（2017年5月20日、アークエンタテインメント） - 林原さとみ 役
- 狂い華「ワルツ」（2017年10月14日、パロマプロモーション）
- ピンカートンに会いにいく（2018年1月20日、松竹ブロードキャスティング/アーク・フィルムズ） - 神崎優子〈アイドル時代〉 役
- 21世紀の女の子「projection」（2019年2月8日、ABCライツビジネス）
- LAPSE ラプス「リンデン・バウム・ダンス」（2019年2月16日、アークエンタテインメント）[24]
- あいが、そいで、こい（2019年6月22日、ENBUゼミナール） - 主演・ワン・ジャーリン 役[25][26][27]　※髙橋雄祐とのダブル主演[28]
- 約束の時間（2019年7月27日） - 主演・大島響子 役[29][30]
- わたしは光をにぎっている（2019年11月15日、ファントム・フィルム） - ジャスミン 役
- スウィート・ビター・キャンディ（2021年3月7日よりシネ・リーブル梅田「第16回大阪アジアン映画祭」にて公開） - 主演・サナエ 役[15][31]
- PLASTIC（2023年7月21日、boid/コピアポア・フィルム） - 主演・イブキ 役
- 4つの出鱈目と幽霊について（2023年12月1日、GBGG Productions） - 主演[32]
- 彼方のうた（2024年1月5日、イハフィルムズ） - 主演・春 役[33]
- NN4444「犬」（2024年2月16日） - 主演
- 石がある（2024年9月6日、inasato） - 主演
- STRANGERS（2024年11月2日、impasse）[34]

### 配信映画
- 犬（2023年12月8日配信予定、NOTHING NEW） - 主演・楓 役[35]

### テレビ番組
- テストの花道（2013年4月 - 2014年3月、NHK Eテレ）

### オリジナルビデオ
- ドライブサーガ 仮面ライダーマッハ/仮面ライダーハート（2016年）

### CM
- ゲオ 進撃のゲオキャンペーン 「女子高生」編（2015年7月 - ）
- NEOPA スグチケ（2015年11月 - ） - イメージモデル
- ELEX Wireless  Clash of Kings/クラッシュ・オブ・キングス 「島茂登場」編（2015年12月 - ）
- TOKAI TOKAIでんき Powered by TEPCO（2016年3月 - ）
- くらしの友「その人は、くらしの友の人でした。」篇（2016年4月 - ）
- 読売新聞社　2016五輪CM「私は、自称次期日本代表」篇（2016年7月20日 - ）
- 日本生命保険 ニッセイトータルパートナー 「夕暮れ時のいつものあの人」篇（2016年12月29日 - ）
- 日本民間放送連盟 放送番組の違法配信撲滅キャンペーン「女子高A篇」（2017年1月26日 - ）
- 日清食品 カップヌードル HUNGRY DAYS 「最終回」篇（2018年1月26日 - ） - 彼女 役[36]

### ミュージックビデオ
- ヒトリエ「アンチテーゼ・ジャンクガール」（2014年）
- ユナイト「ice」（2014年）
- 井上苑子「だいすき。」（2015年）
- ベイビーレイズJAPAN「閃光Believer」（2016年）
- Official髭男dism「コーヒーとシロップ」（2016年）
- 伊礼亮「コバルトブルーの二人」（2016年）
- [Alexandros]「ムーンソング」（2016年）
- キリンレモン×フレデリック「シントウメイ」（2018年）
- 鈴木友里絵「あなたのせいで、」（2018年）
- Wanna-Gonna「それから」（2018年）

### 舞台
- ガールズプリズンオペラ（2014年12月22日、新宿シアターモリエール）
- iaku＋小松台東 目頭を押さえた（2018年1月30日 - 2月4日、サンモールスタジオ） - 主演・杉山遼 役
- ライヒェナウ島の美しい女性（2019年3月29日 - 31日、シアター・バビロンの流れのほとりにて）

## 作品

### 写真集
- 小川あん 15歳最後の日・昼（2014年6月1日、月刊デジタルファクトリー、撮影：魚住誠一）
- 小川あん 15歳最後の日・夜（2014年6月11日、月刊デジタルファクトリー、撮影：魚住誠一）
- 月刊 小川あん×魚住誠一（2015年12月1日、月刊デジタルファクトリー、撮影：魚住誠一）